# Boire le Kool-Aid
 (octobre 2024).
«Boire le Kool-Aid » (traduction libre de drinking the Kool-Aid) est une expression anglophone liée au massacre de Jonestown (de) et qui fait référence à l'action de croire et accepter fermement une argumentation peu crédible, voire dangereuse ou mortelle. L'expression a généralement une connotation négative, mais peut également être utilisée de manière ironique ou humoristique pour désigner l'acceptation d'une idée ou le changement d'une préférence pour des raisons de popularité, de la pression des pairs ou par persuasion. Enfin, l'expression peut également signifier un dévouement extrême à une cause ou à un objectif, si extrême qu'on « boirait le Kool-Aid » et mourrait pour la cause.
L'expression est liée aux événements du 18 novembre 1978 à Jonestown, au Guyana, au cours desquels plus de 900 membres du mouvement Temple du Peuple sont morts. En effet, cette journée là, le leader du mouvement, Jim Jones, convoque tout le village au pavillon de Jonestown et demande à ses fidèles d'ingérer un mélange de boisson en poudre à base de Flavor Aid (plus tard identifié à tort comme étant du Kool-Aid), combiné à du cyanure et d'autres drogues,.

## Historique

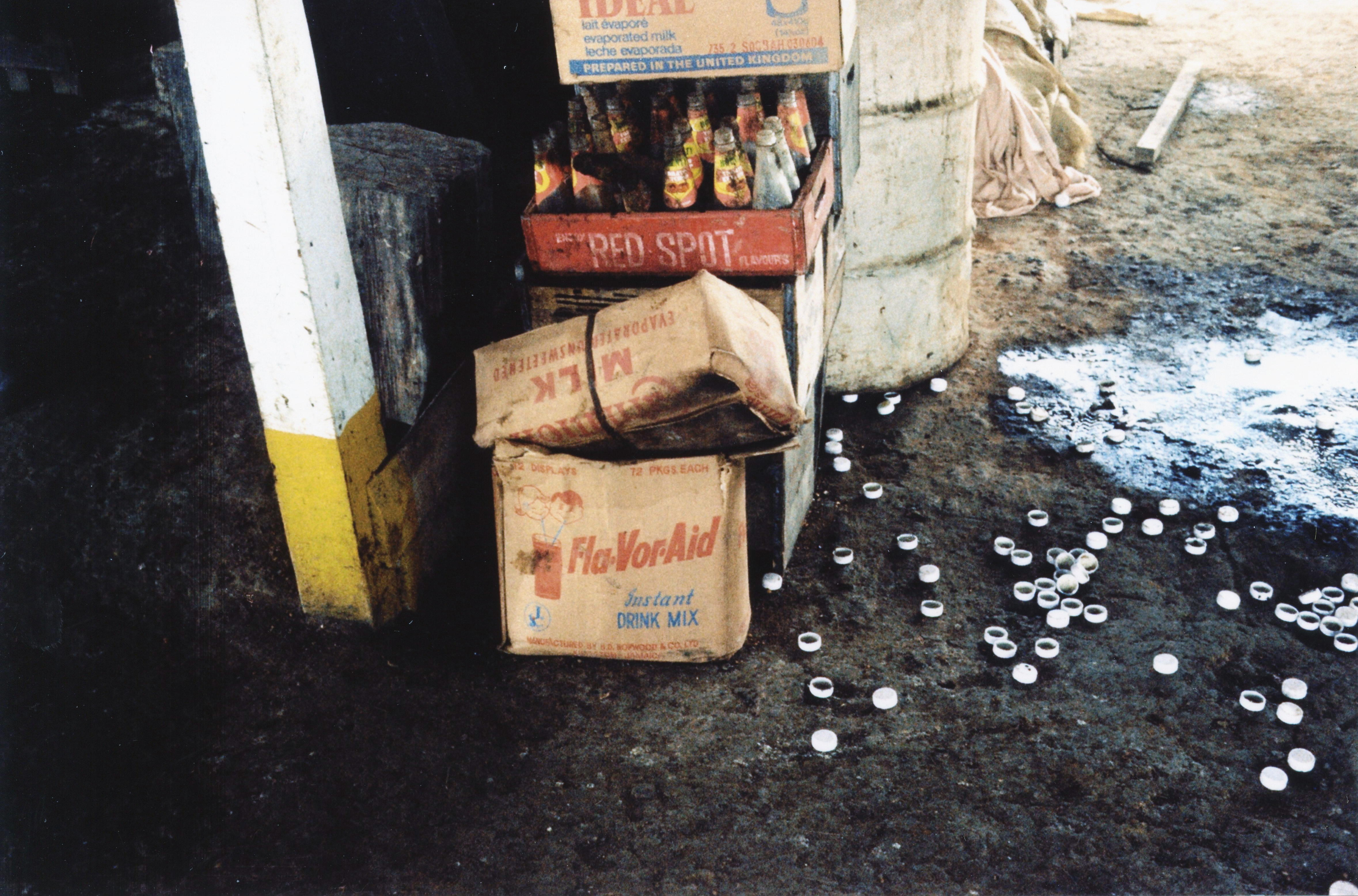
Une boîte de Flavour Aid trouvée parmi d'autres boissons à Jonestown.

Le 18 novembre 1978, Jones ordonne que les membres de la délégation du représentant Leo Ryan soient tués après que plusieurs transfuges aient choisi de partir avec eux. Par la suite, Jones anticipe des représailles qui mèneront inévitablement à la fin de son mouvement. Il convoque alors les habitants de la commune et leur demande de réaliser un « suicide révolutionnaire » en buvant une boisson aromatisée au raisin additionnée de cyanure de potassium. Avant le drame, le groupe s'était engagé dans de nombreuses « répétitions » de la chose en utilisant des boissons non empoisonnées. Certains ont bu volontairement le mélange, mais plusieurs ont été forcés de le faire ou, comme les jeunes enfants, l'ont bu sans savoir ce qui en retournait. Au moins soixante-dix personnes ont reçu une injection de poison et un tiers (304) des victimes étaient des mineurs,. Les gardes armés de fusils et d'arbalètes avaient reçu l'ordre de tirer sur ceux qui fuyaient le pavillon de Jonestown alors que Jones faisait pression pour se suicider. Environ 918 personnes sont mortes à la suite de ces événements.
Les descriptions des événements font souvent référence à la boisson non pas comme étant du Kool-Aid, mais plutôt du Flavour Aid un produit moins cher qui aurait été trouvé sur le site. Kraft Foods, le fabricant du Kool-Aid, a déclaré la même chose. L'appellation "Kool-Aid" proviendrait du fait que cette marque de boisson en poudre était similaire et plus connue des Américains. Des images filmées à l'intérieur de l'enceinte avant les événements de novembre montrent Jones ouvrant un grand coffre dans lequel des boîtes de Flavour Aid sont visibles. Les enquêteurs criminels témoignant lors de l'enquête de Jonestown ont parlé d'avoir trouvé des paquets de « cool aid » (sic) et des témoins oculaires de l'incident auraient également parlé de « cool aid » ou de « Cool Aid ». Il n'est pas clair s'ils avaient l'intention de faire référence à la boisson de marque Kool-Aid ou s'ils utilisaient le nom dans un sens générique, qui pourrait faire référence à n'importe quelle boisson aromatisée en poudre.
L'expression « boire le Kool-Aid », utilisée pour décrire soit une obéissance aveugle, soit une loyauté envers une cause, est considérée comme offensante par certains proches des morts et des survivants qui ont échappé à Jonestown,.

## Utilisation

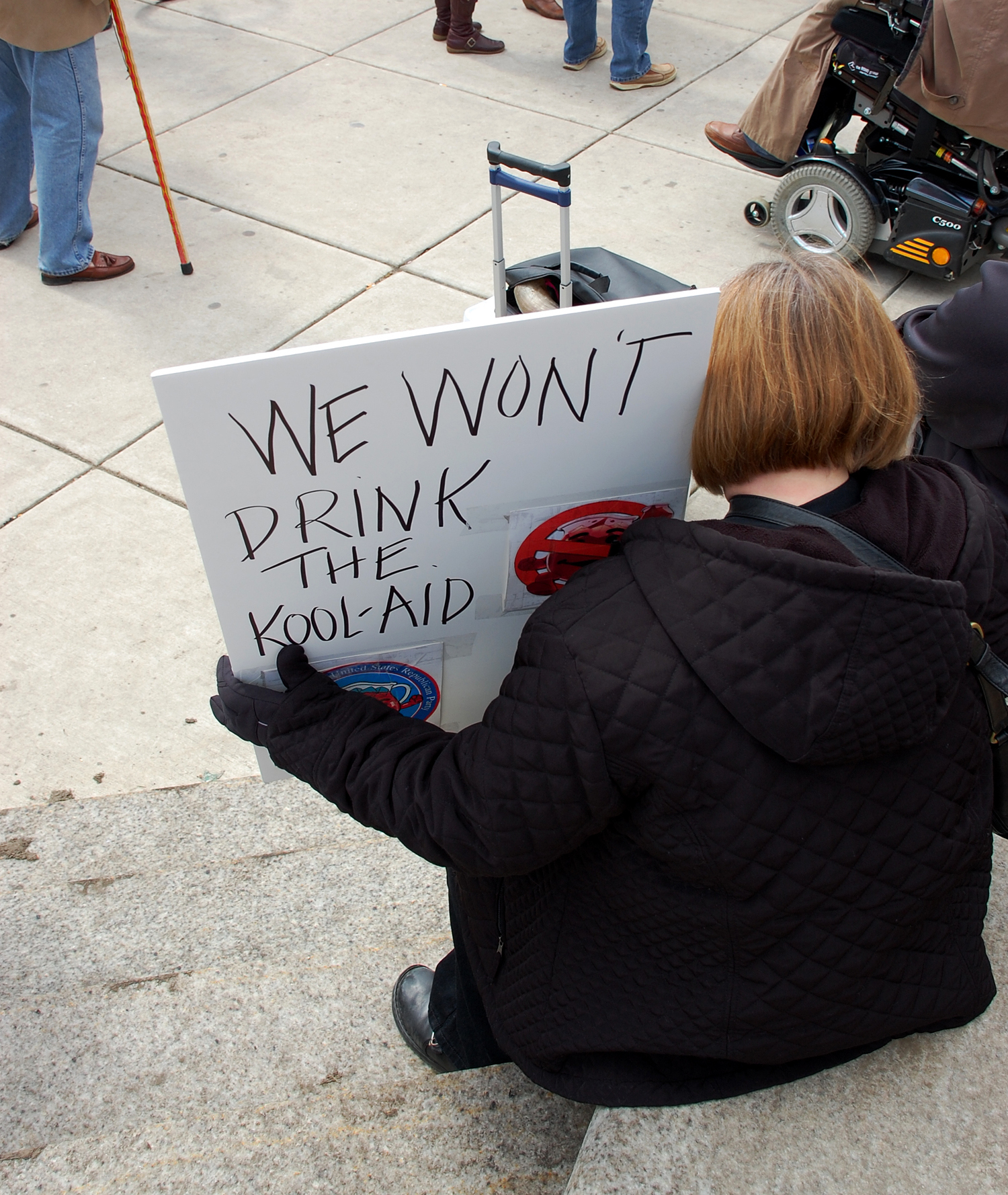
Pancarte lors des manifestations du Wisconsin en 2011 indiquant « nous ne boirons pas le Kool-Aid ».

La première utilisation connue de l'expression est celle d'un passage du livre non-fictionnel de 1968 The Electric Kool-Aid Acid Test de Tom Wolfe, où elle a été utilisée pour décrire un incident au cours duquel Wolfe a tenté en vain d'arrêter une personne ayant un mauvais dossier de santé mentale de boire du Kool-Aid mélangé à du LSD. Celle-ci a ensuite vécu une mauvaise expérience psychédélique (en). The Atlantic a émis l'hypothèse que cette histoire, qui a amené « de nombreux Américains à se familiariser avec l'idée d'être invités à boire du Kool-Aid contenant... des produits chimiques inhabituels », a contribué à l'idée fausse selon laquelle la boisson à Jonestown était du Kool-Aid.
La première allusion à cette phrase après Jonestown eut lieu un mois plus tard, en décembre 1978, lorsque le révérend William Sloane Coffin (en) déclare, lors d'un congrès de l'unité américaine de Pax Christi, que la planification américaine d'une guerre nucléaire et les préparatifs pour la défense civile étaient « la répétition Kool-Aid sans cyanure ».
D'après l'universitaire Rebecca Moore, les premières analogies avec Jonestown et le Kool-Aid étaient basées sur la mort et le suicide, et non sur l'obéissance aveugle. Le premier exemple de ce type qu'elle a trouvé, via une recherche Lexis-Nexis, est une déclaration de 1982 de Lane Kirkland, alors chef de l'AFL-CIO, qui décrivait la politique de Ronald Reagan comme une « économie de Jonestown », qui « administre le Kool-Aid pour les pauvres, les démunis et les chômeurs. ».
En 1984, Clarence M. Pendleton Jr. (en), président de la Commission des droits civiques des États-Unis, nommé par l'administration Reagan, aurait critiqué les leaders des droits civiques Jesse Jackson, Vernon Jordan Jr. et Benjamin Hooks (en) en faisant une analogie entre l'allégeance au « leadership noir » et l'obéissance aveugle aux dirigeants de Jonestown : « Nous refusons de nous laisser conduire dans un autre Jonestown politique comme nous l'avons été pendant la campagne présidentielle. Fini le Kool-Aid, Jesse, Vernon et Ben. Nous voulons être libres. »
En 1989, Jack Solerwitz, avocat de nombreux contrôleurs aériens qui ont perdu leur emploi lors de la grève de PATCO en 1981, explique son dévouement à leur cause, malgré les pertes financières personnelles substantielles qu'il a subies, en disant : « J'étais le seul avocat qui leur a gardé les portes ouvertes, et je pensais que j'obtiendrais une médaille pour cela... Au lieu de cela, c'est moi qui ai bu le Kool-Aid. »
L'utilisation généralisée de l'expression dans son sens actuel a peut-être commencé à la fin des années 1990. Dans certains cas, cela a commencé à prendre un aspect neutre, voire positif, impliquant simplement un grand enthousiasme. En 1998, le dictionnaire en ligne logophilia.com défini l'expression ainsi : « Devenir un fervent croyant en quelque chose ; accepter un argument ou une philosophie de tout cœur. »[réf. souhaitée]
L'expression est utilisée dans les mondes des affaires et de la technologie pour désigner un dévouement fervent à une certaine entreprise ou technologie. Ainsi, un article de 2000 du New York Times sur la fin de la bulle Internet écrivait : « De nos jours, le dicton autour des boutiques en ligne de San Francisco, alors que les entreprises manquent d'argent, est 'Continuez simplement à boire du Kool-Aid', une référence de mauvais goût. au massacre de Jonestown. (la plupart des victimes du massacre étaient originaires de la Bay Area). » En février 2012, « Drinking the Kool-Aid » remporte la première place dans un sondage en ligne du magazine Forbes comme « l'exemple le plus ennuyeux du jargon des affaires (en) ».
L'expression ou la métaphore est également régulièrement utilisée dans un contexte politique, généralement avec une implication négative. En 2002, Arianna Huffington utilise l'expression « passez le Kool-Aid, partenaire » dans une chronique sur un forum économique organisé par le président George W. Bush. Plus tard, les commentateurs Michelangelo Signorile (en) et Bill O'Reilly utilisent l'expression pour décrire ceux qu'ils perçoivent comme suivant aveuglément certaines idéologies. Dans un discours prononcé en 2009, le rédacteur en chef de Newsweek, Jon Meacham (en), souligne son indépendance politique en déclarant : « Je n'ai pas bu le Kool-Aid d'Obama l'année dernière. »
En 2011, la chroniqueuse Meghan Daum (en) écrit que l'expression est devenue « l'une des tendances idiomatiques les plus populaires du pays », tout en déplorant sa popularité croissante, qualifiant son utilisation de « grotesque, voire offensante ». Elle cite, entre autres, les propos du PDG de Starbucks, Howard Schultz, qui a déclaré qu'il « avait bu du Kool-Aid autant que quiconque à propos d'Obama », et le magazine Us Weekly, qui a rapporté, lors du court mariage de Kim Kardashian et Kris Humphries, que « Kris ne boit pas le Kardashian Kool-Aid. »
Dans le livre Rage (en) de Bob Woodward, résultat de 18 entretiens avec l'ancien président Donald Trump, Woodward cite la réaction de Trump à sa question sur la responsabilité des personnes blanches et riches qui devraient aider à comprendre les motivations de la population générale des manifestants de Black Lives Matter. Trump aurait répondu : « Vous avez vraiment bu du Kool-Aid, n'est-ce pas ? Écoutez-vous. »

### Citations
1. ↑  (en) « many Americans [to become] familiar with the idea of being urged to drink Kool-Aid containing. . .unusual chemicals »
2. ↑  (en) « the Kool-Aid drill without the cyanide »
3. ↑  (en) « administers Kool-Aid to the poor, the deprived and the unemployed »
4. ↑  (en) « We refuse to be led into another political Jonestown as we were led during the Presidential campaign. No more Kool-Aid, Jesse, Vernon, and Ben. We want to be free. »
5. ↑  (en) « I was the only lawyer who kept the doors open for them, and I thought I'd get a medal for it. ... Instead, I was the one who drank the Kool-Aid. »
6. ↑  (en) « To become a firm believer in something; to accept an argument or philosophy whole-heartedly. »
7. ↑  (en) « The saying around San Francisco Web shops these days, as companies run out of money, is 'Just keep drinking the Kool-Aid,' a tasteless reference to the Jonestown massacre." (many of the victims of the massacre were from the Bay Area) »
8. ↑  (en) « pass the Kool-Aid, pardner »
9. ↑  (en) « I did not drink the Obama Kool-Aid last year. »
10. ↑  (en) « one of the nation's most popular idiomatic trends »
11. ↑  (en) « grotesque, even offensive »
12. ↑  (en) « drank the Kool-Aid as much as anyone else about Obama »
13. ↑  (en) « Kris is not drinking the Kardashian Kool-Aid. »
14. ↑  (en) « You really drank the Kool-Aid, didn't you? Just listen to you. »